# إليشا أهوي
إليشا سار-شالوم أهوي (بالإنجليزية: Elicha Ahui)‏، من مواليد 28 ديسمبر 2003، هو لاعب كرة قدم إنجليزي، ويلعب مركز مهاجم، بدأ مسيرته مع نادي لينكولن سيتي، وعمره 16 عاماً.